# Imperium chmur
Imperium chmur – polska powieść fantastyczna Jacka Dukaja. Po raz pierwszy ukazała się w 2018 w antologii wydanej przez SQN pod tytułem Inne Światy, która była inspirowana pracami Jakuba Różalskiego. Ponownie ukazała się w rozszerzonej wersji w 2020, nakładem Wydawnictwa Literackiego. W 2019 zdobyła Nagrodę Literacką im. Jerzego Żuławskiego.

## Fabuła
Pod koniec XIX w. w Japonii okresu Meiji zostaje zawarty tajny traktat. Na jego mocy cesarz Mutsuhito uzyska dostęp do nowej technologii, pozwalającej cesarstwu zdobyć przewagę nad armią rosyjską. Osłabiona w ten sposób Rosja nie będzie w stanie sprzeciwić się wówczas powrotowi na mapę Europy obecnie nieistniejącego państwa.
Nadzór nad budową maszyn wykorzystujących nową technologię sprawują cudzoziemcy, znani Japończykom jako Wo Ku Kyi i doktor O Ho Kyi.